# گلن اکو پارک (میسوری)
گلن اکو پارک (به انگلیسی: Glen Echo Park) یک منطقهٔ مسکونی در ایالات متحده آمریکا است که در شهرستان سنت لوئیس، میزوری واقع شده‌است.
 گلن اکو پارک ۰٫۰۸ کیلومتر مربع مساحت و ۱۶۰ نفر جمعیت دارد و ۱۹۲ متر بالاتر از سطح دریا واقع شده‌است.